# The Irish Times
The Irish Times je irský deník vycházející v Dublinu. Byl založen dne 29. března 1859 a vychází pravidelně od pondělí do soboty. Sídlo redakce se původně nacházelo v ulici Abbey Street, později (1895) bylo přestěhováno blíže k centru (ulice D'Olier Street) a roku 2006 bylo přesunuto do nového sídla poblíž Tara Street. Od roku 1994 existují také webové stránky novin. Mezi přispěvatele patřili Fintan O'Toole, Garret FitzGerald a Miriam Lord.